# حوزه انتخابیه نهم آریزونا
حوزه انتخابیه نهم آریزونا یک حوزه انتخابیه مجلس نمایندگان آمریکا است که در ایالت آریزونا قرار دارد.